# Live USB system creator
O Live USB system creator é uma ferramenta para criar um Live USB do Ubuntu, a partir de um Live CD.

## Características
- Detecta as pendrives USB disponíveis usando o HAL
- Faz a partição "botável"
- Configura a linguagem e o teclado do Live USB, para ser o mesmo que o do Live CD
- Opcional: Faz o download e integra o Adobe Flash Player
- Opcional: Activa a persistência (para permitir salvar os dados, somente Ubuntu 8.10 ou superior)